# Compagnie foyalaise des transports urbains
La Compagnie Foyalaise des Transports Urbains (CFTU) gérait jusqu’en juillet 2020 le réseau de transports en commun Mozaïk, en Martinique par délégation de Martinique Transport. En décembre 2019, cette délégation de service public (DSP) a été résiliée par Martinique Transport avec effet en juillet 2020.
Le réseau dessert les villes de Fort-de-France, Schœlcher, Le Lamentin et Saint-Joseph.

## Présentation
La CFTU est composé de 7 départements :
- Exploitation ;
- Commercial ;
- Technique ;
- Financier ;
- Prévention et Sécurité ;
- Ressources Humaines ;
- Communication.

Le siège social de cette entreprise est situé Place Almadies - 97200 Fort-de-France.